# Vieille Tour (Gorgone)
La Vieille Tour (en italien : Torre Vecchia), est une tour côtière située sur l'île de Gorgone, dans l'archipel toscan. L'île de Gorgone appartient à la commune de Livourne, dans la province de Livourne en Toscane,. La tour se dresse sur la côte ouest très escarpée  et accidentée de l'île, face au canal de Corse.

## Historique
La structure fortifiée a été construite au XIIIe siècle par les Pisans, lorsque l'île et une grande partie de l'archipel toscan étaient sous le contrôle de la république de Pise. L'objectif était de pouvoir assurer des fonctions d'observation dans la partie de mer qui sépare Gorgone de la Corse ; la tour, si nécessaire, pourrait également remplir des fonctions défensives efficaces, notamment en cas de tentatives d'incursions de pirates, grâce à sa position dominante sur la mer. Aux époques suivantes, lorsque l'île devint une partie du grand-duché de Toscane (la domination de Florence commença en 1406), la structure fortifiée a continué à remplir ses fonctions d'origine, jusqu'à ce qu'elle soit définitivement abandonnée au XIXe siècle, période au cours de laquelle il a été décidé de la transformer en prison, grâce également à la position isolée de l'île.

## Description
La Vieille Tour se présente comme un imposant ensemble fortifié, quoique partiellement en ruine, qui se développe sur un plan polygonal irrégulier, disposé sur plusieurs niveaux, avec une base d'escarpement puissante qui s'adapte à l'orographie du promontoire sur lequel elle se dresse ; les structures murales sont principalement recouvertes de pierre locale. L'accès à la tour est possible par une porte en arc en plein cintre. À l'angle nord-ouest du complexe se dresse une tour carrée, plus haute que le reste de la structure, qui se termine par un crénelage caractéristique au sommet.

## Galerie

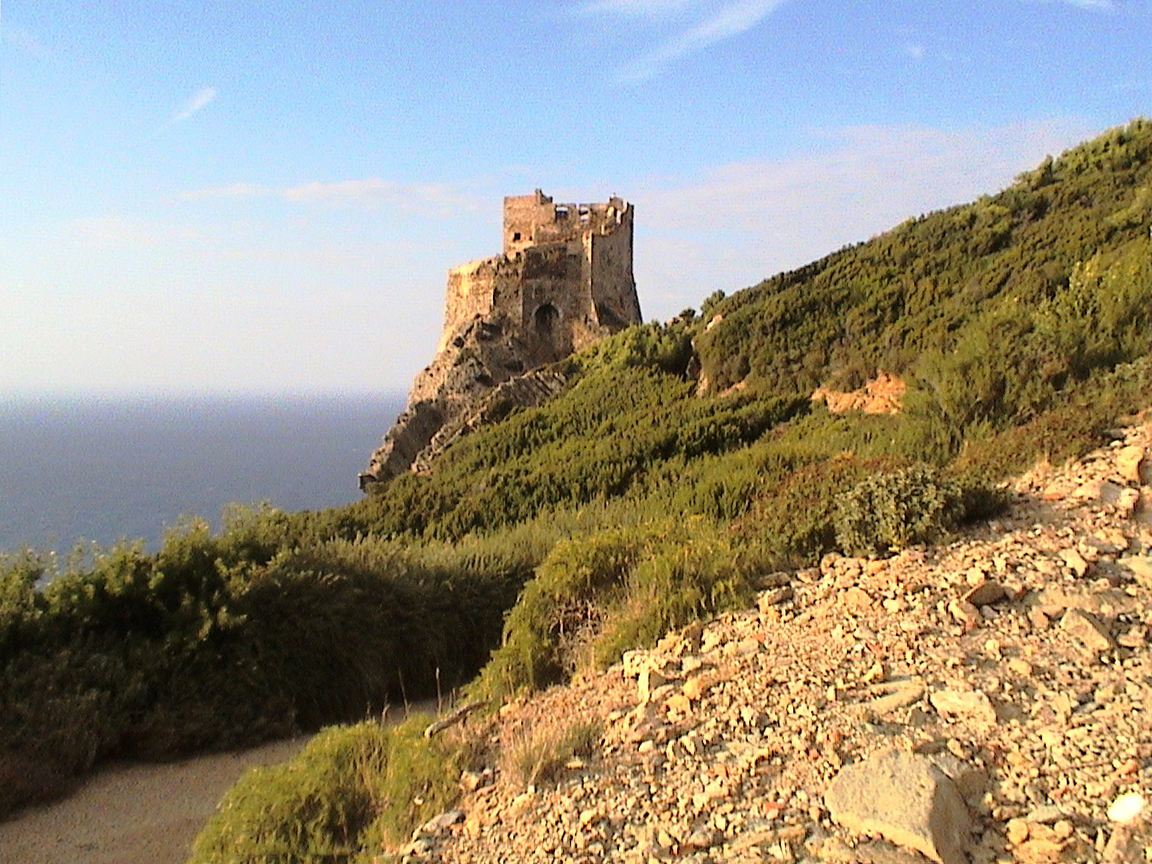
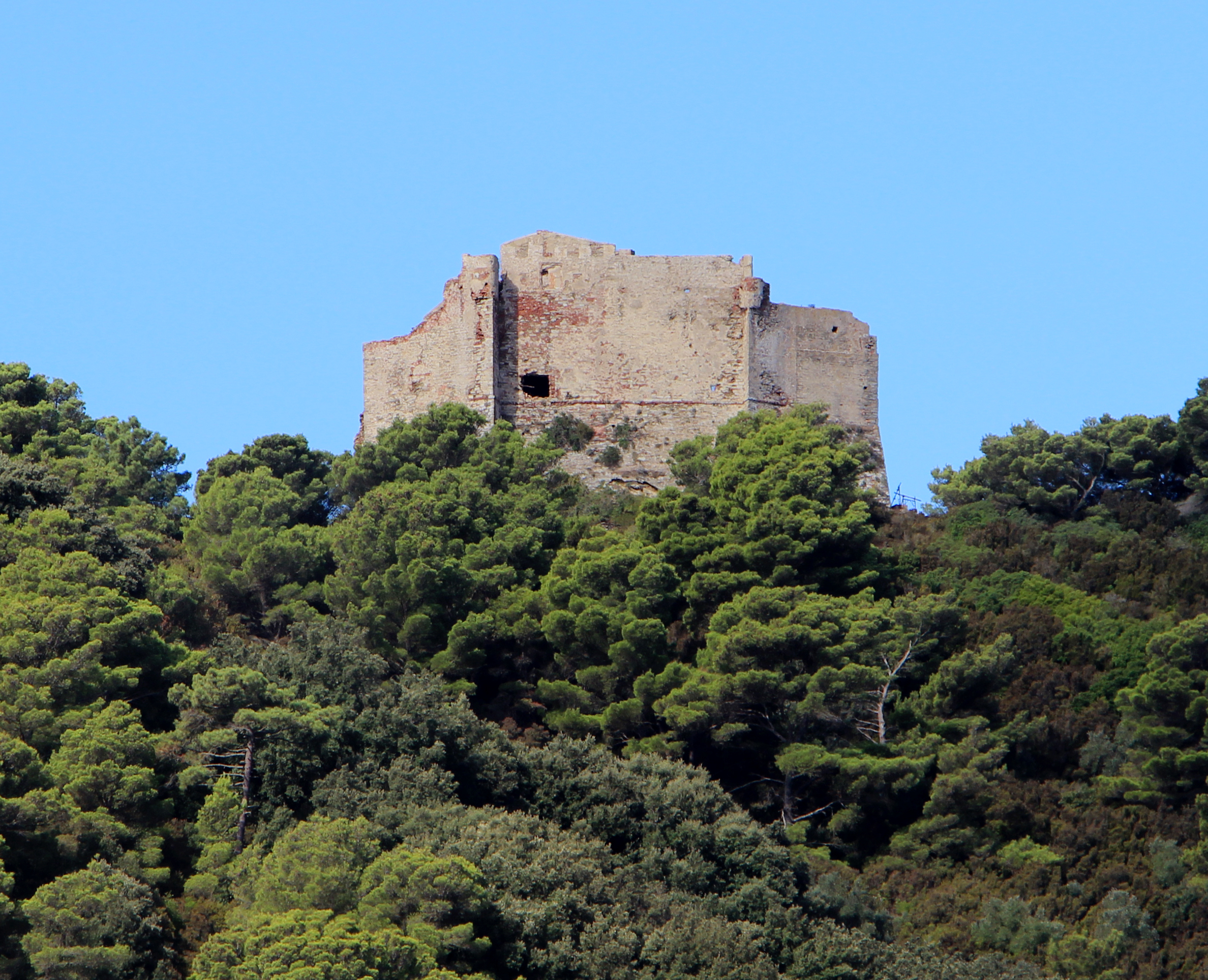